# Химна Сједињених Америчких Држава
Барјак искићен звездама (енгл. The Star-Spangled Banner) је национална химна Сједињених Америчких Држава.
Настала је 1814. године, за време британско-америчког рата 1812—1815. године, али је постала званична химна САД тек 1931. године.
Аутор песме је адвокат и песник Френсис Скот Ки (Francis Scott Key), који је песмом хтео да изрази своју радост што је након бомбардовања тврђаве Мекхенри од стране Британаца америчка застава опстала на јарболу тврђаве. Мелодија је позајмљена од једне популарне енглеске песме из 18. века, To Anacreon in Heaven од Џона Стефорда Смита (John Stafford Smith). Песма је брзо постала патриотска химна, да би 1931. године била проглашена за званичну националну химну Сједињених Америчких Држава, осим треће строфе која због јаких антибританских тенденција није ушла у званичну верзију.

## Химна на енглеском
-{Oh, say can you see, by the dawn's early light,

What so proudly we hailed at the twilight's last gleaming?

Whose broad stripes and bright stars, through the perilous fight,

O'er the ramparts we watched, were so gallantly streaming?

And the rockets' red glare, the bombs bursting in air,

Gave proof through the night that our flag was still there.
O say, does that star-spangled banner yet wave

O'er the land of the free and the home of the brave?
On the shore, dimly seen through the mists of the deep,

Where the foe's haughty host in dread silence reposes,

What is that which the breeze, o'er the towering steep,

As it fitfully blows, now conceals, now discloses?

Now it catches the gleam of the morning's first beam,

In full glory reflected now shines on the stream:
'Tis the star-spangled banner! O long may it wave

O'er the land of the free and the home of the brave.
And where is that band who so vauntingly swore

That the havoc of war and the battle's confusion

A home and a country should leave us no more?

Their blood has wiped out their foul footstep's pollution.
No refuge could save the hireling and slave

From the terror of flight, or the gloom of the grave:
And the star-spangled banner in triumph doth wave

O'er the land of the free and the home of the brave.
Oh! thus be it ever, when freemen shall stand

Between their loved homes and the war's desolation!

Blest with victory and peace, may the heaven-rescued land

Praise the Power that hath made and preserved us a nation.
Then conquer we must, when our cause it is just,

And this be our motto: "In God is our trust."
And the star-spangled banner in triumph shall wave

O'er the land of the free and the home of the brave!}-